# Visar Dodani
Visar Dodani (ur. 1857 w Korczy, zm. 16 marca 1939 w Bukareszcie) – albańsko-rumuński publicysta, działacz Albańskiego Przebudzenia Narodowego.

## Życiorys

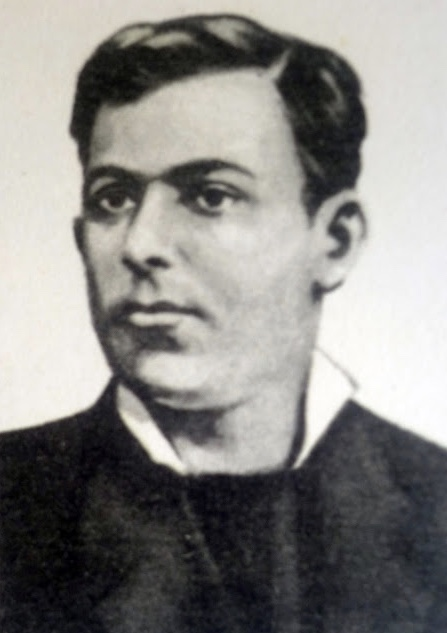
Visar Dodani

W 1880 przeniósł się do Bukaresztu, gdzie wstąpił do albańskiego stowarzyszenia Drita. Założył również nacjonalistyczną organizację Lidhja Shqiptare Ortodokse. W 1896 roku uzyskał otrzymał obywatelstwo rumuńskie.
W 1910 roku przetłumaczył operę Trubadur. W roku 1915 przeniósł się do Genewy, gdzie do grudnia 1918 pełnił funkcję sekretarza Albańskiego Komitetu Narodowego kierowanego przez Turhana Paszę Përmetiego. Do Rumunii wrócił jesienią 1919 roku.

## Wybrane publikacje
- Mjalt' e mbletësë a farë-faresh, viersha, të-thëna, njera-tiatra, dhe fytyra Shqipëtarësh me jetën e tyre (1898)[5]
- Trigelhim a Serb' e Zuzarevet (1903)[6]